# Hurez (okręg Sălaj)
Hurez – wieś w Rumunii, w okręgu Sălaj, w gminie Horoatu Crasnei. W 2011 roku liczyła 357 mieszkańców.